# Edwin Starr
Edwin Starr (Charles Edwin Hatcher; 21 de enero de 1942-2 de abril de 2003) fue un cantante y compositor estadounidense. Starr se hizo famoso por sus sencillos producidos por Norman Whitfield en la década de 1970, especialmente el cover de la canción del grupo The Temptations: "War".
Starr nació en Tennessee y fue criado en Ohio. Más tarde se trasladó a Detroit y firmó un contrato con las discográficas Ric Tic y Motown. Era acompañado por una banda que más tarde fue conocida como "Black Merda". Hawkins y Veasey de dicha banda tocaron la mayoría de sus canciones con la discográfica Ric Tic. Además de "War", las canciones de Starr "25 Miles" y "Stop the War Now" fueron muy populares en la década de 1960. El músico se trasladó al Reino Unido en la década de 1970, donde continuó produciendo música y vivió hasta su fallecimiento en 2003.

## Discografía
- Soul Master (1968)
- 25 Miles (1969)
- Just We Two (1969)
- War & Peace (1970)
- Involved (1971)
- Hell Up in Harlem (1974)
- Free to Be Myself (1975)
- Clean (1978)
- Happy Radio (1979)
- Stronger Than You Think I Am (1979)
- For Sale (1983)[2][3]